# Gletscher-Tragant
Der Gletscher-Tragant (Astragalus frigidus (L.) A. Gray; Syn.: Phaca frigida L.) ist eine Pflanzenart der Gattung Tragant (Astragalus) in der Familie der Hülsenfrüchtler (Fabaceae). Die Pflanze wird auch als Gletscherlinse bezeichnet.

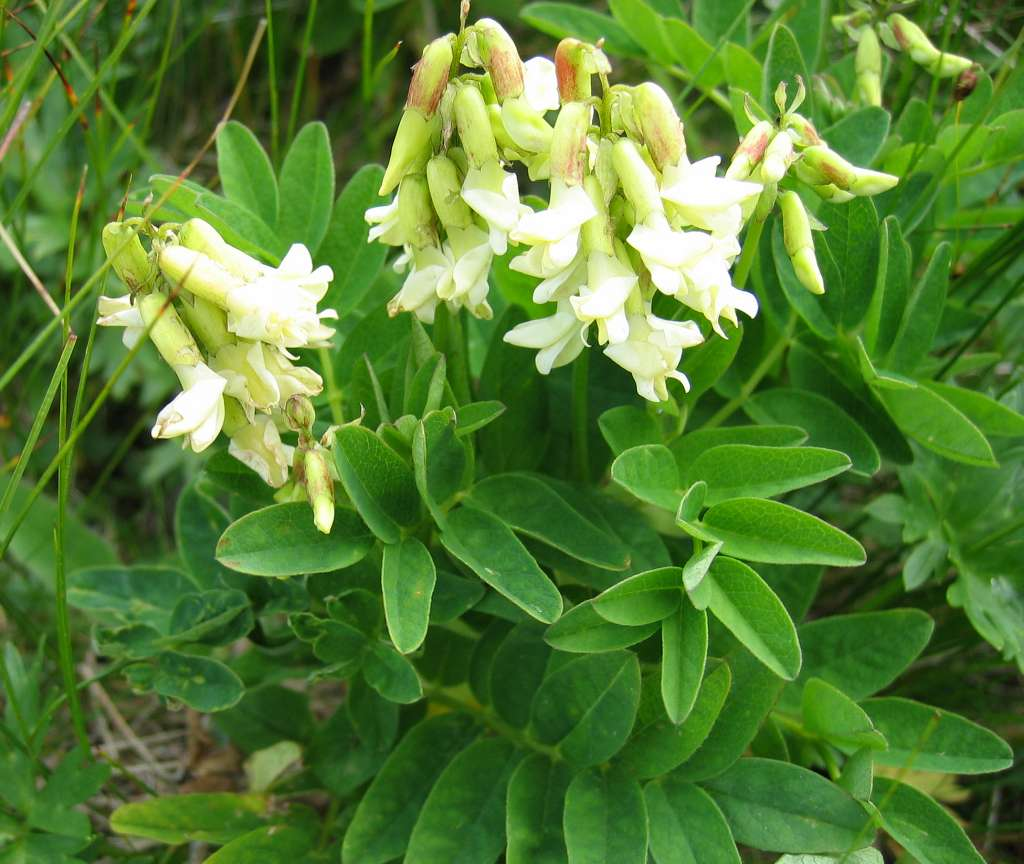
Habitus

## Beschreibung
Der Gletscher-Tragant ist eine mehrjährige, kahle, krautige Pflanze, die Wuchshöhen von 15 bis 40 Zentimetern erreicht. Die Stängel sind in der Regel unverzweigt. Die Laubblätter sind unpaarig gefiedert mit sieben bis fünfzehn breit elliptischen Teilblättern. Die Blätter sind 5–15 cm lang. Die Teilblättchen sind eiförmig oder elliptisch, 15 bis 35 Millimeter lang und 7 bis 15 Millimeter breit. Die Nebenblätter sind 1–2 cm lang und 5–10 mm breit.
In kurzen, 2–5 cm langen traubenförmigen Blütenständen, die die Blätter kaum überragen, sitzen fünf bis zwanzig nickende Blüten. Die Blütenstiel sind 2 bis 3 Millimeter lang und viel kürzer als die häutigen Tragblätter. Der Kelch ist 5–6 mm lang, die Kelchzähne sind nur ein Zehntel so lang wie die Kelchröhre. Die gelblich weiße Blütenkrone hat eine gefaltete Fahne. Die Fahne ist 12–14 mm lang und ausgerandet; die Flügel und das Schiffchen sind 11–13 mm lang. Die Hülse ist 2–3 cm lang und 6 mm breit, ellipsoidisch, nach oben abgeflacht und unten leicht aufgeblasen. Die Hülsen sind anfangs dicht schwarz und weiß behaart, werden aber später kahl.
Die Blütezeit ist Juni bis August.
Die Chromosomenzahl der Art ist 2n = 16.

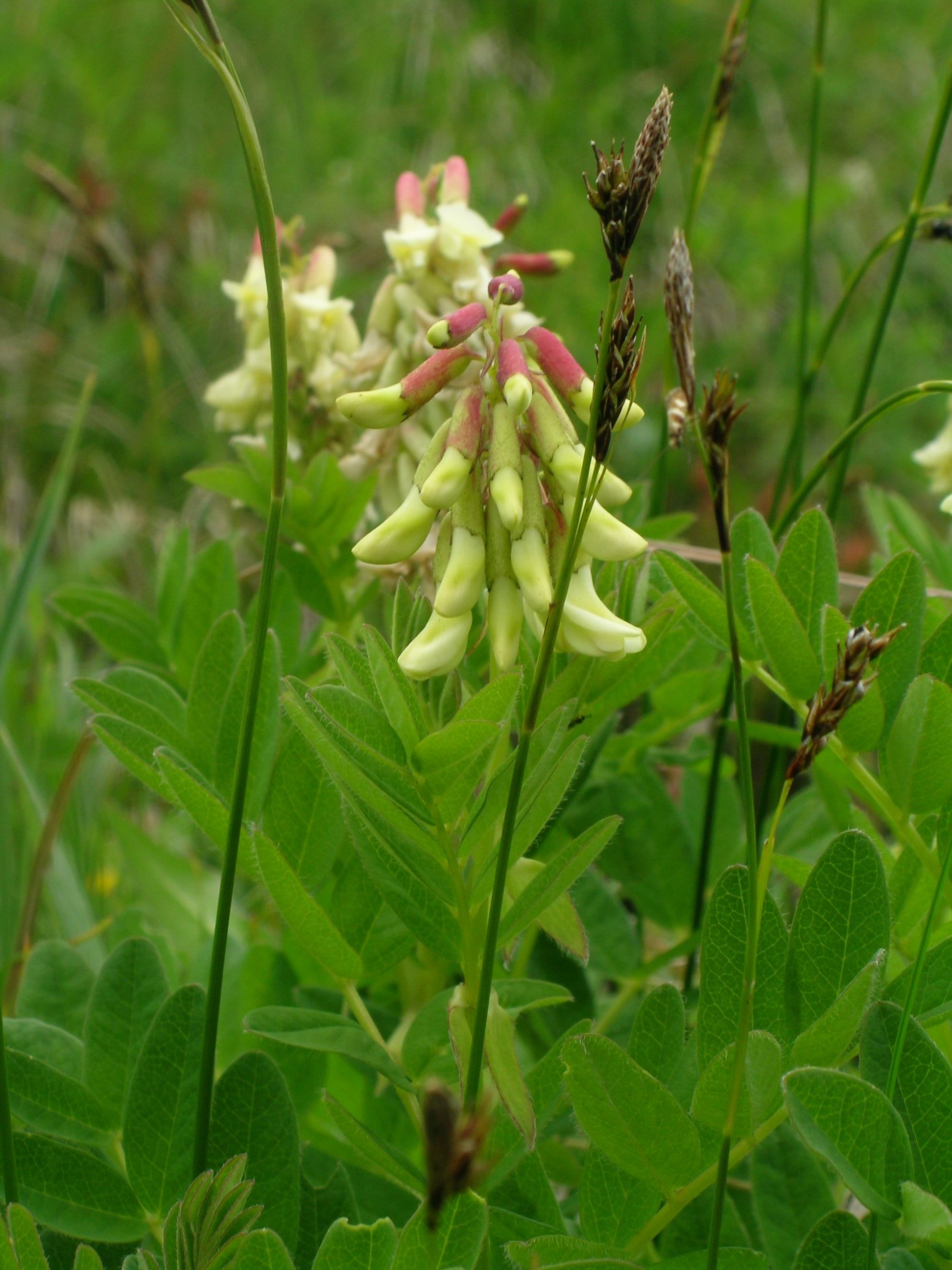
Gletscher-Tragant (Astragalus frigidus) auf der Schynigen Platte in der Schweiz

## Vorkommen und Standort
Das Verbreitungsgebiet umfasst die Alpen, das arktische Europa und Asien. In Europa hat die Art ursprüngliche Vorkommen in den Ländern Frankreich, Schweiz, Italien, Deutschland, Österreich, Polen, Rumänien, in der früheren Tschechoslowakei, in Norwegen, Schweden, Finnland und Russland.
Als Standort werden in Mitteleuropa frische, kalkhaltige Böden, Wildheuplanggen und Rostseggenrasen in Höhenlagen zwischen 1700 und 2800 Metern Meereshöhe bevorzugt. Die Art steigt aber im Wallis bis 2700 Meter und in Graubünden bis 2800 Meter Meereshöhe auf. In Norwegen kommt er schon in Meereshöhe vor. Der Gletscher-Tragant ist in den Alpen eine Seslerietalia-Ordnungscharakterart, kommt aber auch im Elynetum vor. Er besitzt Bodenausläufer und wurzelt bis über 1 Meter tief.
Die ökologischen Zeigerwerte nach Landolt & al. 2010 sind in der Schweiz: Feuchtezahl F = 3 (mäßig feucht), Lichtzahl L = 4 (hell), Reaktionszahl R = 5 (basisch), Temperaturzahl T = 1+ (unter-alpin, supra-subalpin und ober-subalpin), Nährstoffzahl N = 3 (mäßig nährstoffarm bis mäßig nährstoffreich), Kontinentalitätszahl K = 3 (subozeanisch bis subkontinental).

## Ökologie
Der Gletscher-Tragant wurzelt über einen Meter tief. Die Blüten werden wahrscheinlich von Hummeln bestäubt.

## Taxonomie und Systematik
Der Gletscher-Tragant wurde 1759 von Carl von Linné in Systema Naturae ...Editio decima, reformata... 10. Auflage, Band 2, Seite 1173 als Phaca frigida erstbeschrieben. Die Art wurde 1864 von Asa Gray in Proceedings of the American Academy of Arts and Sciences Band 6 Seite 219 als Astragalus frigidus (L.) A.Gray in die Gattung Astragalus gestellt.
In Europa gibt es zwei Unterarten:
- Astragalus frigidus subsp. frigidus
- Astragalus frigidus subsp. grigorjewii (B. Fetsch.) Chater: Sie kommt im Norden Russlands vor.